# 斯龐斯勒 (印第安納州)
斯龐斯勒（英語：Sponsler）是位於美國印地安納州格林縣的一個非建制地區。該地的面積和人口皆未知。